# Praemurica
Praemurica es un género de foraminífero planctónico de la familia Truncorotaloididae, de la superfamilia Globorotalioidea, del suborden Globigerinina y del orden Globigerinida. Su especie tipo es Globigerina (Eoglobigerina) taurica. Su rango cronoestratigráfico abarca el Daniense (Paleoceno inferior).

## Descripción
Praemurica incluía especies con conchas trocoespiraladas, de forma discoidal-globular a umbilico-convexa globular de trocospira baja, y en ocasiones espiro-convexa globular; sus cámaras eran subglobulares a hemiesféricas; las suturas intercamerales eran generalmente incididas; su contorno ecuatorial era generalmente lobulado, y de subredondeado a subcuadrado; su periferia es redondeada a subaguda, pero nunca desarrolla muricocarena ni carena; su ombligo podía variar desde estrecho y profundo a muy amplio y abierto; su abertura principal era interiomarginal, umbilica-extraumbilical, con forma de arco bajo asimétrico, y bordeado por un estrecho labio que a menudo era algo más ancho en el área umbilical; presentaban pared calcítica hialina, macroperforada con poros en copa, y superficie reticulada, sin espinas ni murica.

## Discusión
Clasificaciones posteriores han incluido Praemurica en la familia Truncorotaloidinoidea. Antes de ser definido, las especies de Praemurica eran incluidas indistintamente en Globorotalia, Globigerina, Morozovella, Eoglobigerina o Subbotina, lo que sugiere la gran incertidumbre que había para situar taxonómicamente estas especies dentro de los taxones clásicos.

## Paleoecología
Praemurica incluía especies con un modo de vida planctónico (con simbiontes), de distribución latitudinal cosmopolita, preferentemente tropical a templada, y habitantes pelágicos de aguas superficiales (medio epipelágico).

## Clasificación
Praemurica incluye a las siguientes especies:
- Praemurica inconstans †
- Praemurica pseudoinconstans †
- Praemurica taurica †

Otras especies consideradas en Praemurica son:
- Praemurica lozanoi †, de posición genérica incierta
- Praemurica nikolasi †
- Praemurica spiralis †, aceptado como Eoglobigerina spiralis
- Praemurica trinidadensis †, considerado como Acarinina trinidadensis
- Praemurica uncinata †, considerado como Acarinina uncinata